# Rivoluzione dei prezzi
Nel corso della prima metà del XVI secolo, si verificò in Europa un progressivo aumento dei prezzi di quasi tutti i prodotti, a partire da quei beni di prima necessità (il grano, l'orzo e la segale) che nelle società dell'epoca erano determinanti per l'andamento dei prezzi delle altre merci.
Non si trattò di un rialzo brusco e di breve periodo, come se ne verificavano in tempo di carestia, ma di un'ascesa di un lungo periodo, vale a dire duratura e non legata a fatti contingenti, cioè a quelle che gli economisti chiamano "congiunture".
Vista la concomitanza del fenomeno con l'arrivo massiccio di oro e di argento dalle Americhe, gli studiosi dell'epoca, come il pensatore politico ed economista francese Jean Bodin, attribuirono la crescita dei prezzi in Europa ad un processo inflattivo: sarebbe cioè stato l'aumento improvviso della quantità di metalli preziosi disponibili a provocare una riduzione del valore delle monete (che erano fatte di oro ed argento) e, di conseguenza, il rialzo dei prezzi.
Questa spiegazione venne ripresa negli anni trenta da alcuni storici dell'economia, tra i quali spicca Earl J. Hamilton (1898-1989), il quale, esaminando i registri degli arrivi di oro e di argento nei porti spagnoli, mise in correlazione diretta l'aumento della quantità dei metalli preziosi, l'inflazione e la crescita dei prezzi.
Negli anni cinquanta, tuttavia, questa teoria monetarista fu criticata in base alla convinzione che il fenomeno fosse in realtà ben più complesso.
Non solo venne dimostrato che l'aumento dei prezzi era iniziato già negli ultimi decenni del XV secolo (quindi prima dell'arrivo massiccio dei metalli dalle Americhe), ma si mise in discussione persino la portata rivoluzionaria di un rincaro svelatosi assai più circoscritto di quanto allora si fosse ritenuto.
Il rialzo, infatti, aveva riguardato soprattutto i beni di consumo essenziali, quelli alimentari: i più richiesti da una popolazione in espansione, quelli per i quali la domanda (cioè la richiesta di un dato bene, ad un determinato prezzo, da parte di un individuo e del mercato) cresceva più rapidamente dell'offerta (cioè la quantità di beni o di servizi che il titolare è disposto a vendere, in un certo mercato, ad un prezzo definito, in un tempo determinato).
Secondo gli autori di queste importanti osservazioni, dunque, i rincari cinquecenteschi andavano attribuiti proprio all'aumento demografico ed al conseguente squilibrio tra una domanda in continua crescita ed una produzione agricola incapace di far fronte alle richieste.
Se, infatti, a partire dalla seconda metà del XV secolo, l'aumento della popolazione aveva permesso di rimettere a coltura molte terre e di bonificarne altre, i metodi di coltivazione non erano sostanzialmente cambiati e la produttività dei terreni, dopo alcuni anni, tendeva inesorabilmente a ridursi, mentre la popolazione continuava a crescere.
Sempre riguardo agli studi effettuati intorno alla metà del secolo scorso, inoltre, è emerso che la rivoluzione dei prezzi influì in modo assai diverso sui redditi e sul livello di vita della popolazione europea determinando anche, secondo alcuni storici, una delle cause di quella che fu chiamata la Crisi del XVII secolo.
Se infatti coloro che, in città come nelle campagne, erano costretti a comprare il grano e gli altri beni sempre più cari con salari o rendite tendenzialmente stabili vedevano diminuire il proprio potere d'acquisto e peggiorare il proprio livello di vita, chi produceva o vendeva quei beni ricavò forti profitti da questa fase di rialzo.
I nobili proprietari e produttori, i ricchi fittavoli delle grandi tenute, i mercanti e gli imprenditori trassero grandi profitti dall'espansione monetaria e produttiva.
Nonostante questo non bisogna dimenticare che il processo inflattivo costituì un motivo di preoccupazione costante per le monarchie europee, in quanto minacciava la stabilità monetaria e rendeva più oneroso il finanziamento delle guerre ed il mantenimento dell'apparato di corte.
Anche accettando l'ipotesi che la rivoluzione dei prezzi abbia avuto inizio prima della scoperta delle Americhe, si continua a ritenere che i suoi effetti furono accelerati per effetto dell'afflusso di oro e argento verso la penisola iberica. In effetti, l'inflazione danneggiò in modo particolare proprio la Spagna che, non potendo infine sostenere i costi crescenti dei debiti contratti dagli Asburgo per sostenere numerose guerre, andò in bancarotta quattro volte durante il Cinquecento.